# マガシーク
マガシーク株式会社（MAGASeek Corporation）は、東京都千代田区に本社を置き、婦人服、紳士服のインターネット販売を手がける企業。

## 概要
2000年8月、伊藤忠商事株式会社の繊維カンパニー社内事業として創業。パソコン及び携帯電話のiモード対応の通販サイトを開設した。
2003年4月1日、伊藤忠商事の出資によりマガシーク株式会社設立。2006年11月、東証マザーズ上場。2013年3月、株式会社NTTドコモの連結対象子会社化（TOB=株式公開買付け）。7月、上場廃止となった。
創業当初は「MAGASeek.com」において、小学館の女性向けファッション雑誌である「CanCam」、「Oggi」と提携し、雑誌掲載商品に関する情報の提供、販売店の検索、通信販売を行っていた。その後、2004年2月に「OUTLET PEAK」（アウトレットピーク）を開始。2007年9月、男性向けの「mfm」（マガシークフォーメン）を開始した。
ドコモ子会社後の2013年10月、「d fashion」開始。ドコモのプロモーション力とポイントプログラムで急伸した。2018年、同業者のロコンドと提携。業界1位のZOZOを追う。

## 事業所
- 本社：〒102-0075 東京都千代田区三番町3-8 泉館三番町ビル3階
- 物流センター「magaco」:〒252-8560 神奈川県座間市広野台2-10-8 プロロジスパーク座間Ⅱ3F
- 物流センター「magaco綾瀬」：〒252-1124 神奈川県綾瀬市吉岡2668-1 ハマキョウレックス綾瀬第2センター